# Ukochane serce
Ukochane serce (tytuł oryg. Dear Heart) − amerykański film komediowy z 1964 roku w reżyserii Delberta Manna, z Glennem Fordem, Geraldine Page i Angelą Lansbury obsadzonymi w rolach głównych. Pochodzący z filmu utwór tytułowy, "Dear Heart" w wykonaniu Andy'ego Williamsa, został wyróżniony nominacjami do prestiżowych nagród, Oscara i Złotego Globu. Sam obraz nominowano do Złotego Globu w kategorii najlepszy film dramatyczny.

## Obsada
- Glenn Ford − Harry Mork
- Geraldine Page − Evie Jackson
- Angela Lansbury − Phyllis
- Michael Anderson Jr. − Patrick
- Charles Drake − Frank Taylor
- Richard Deacon − Cruikshank
- Barbara Nichols − June Loveland
- Mary Wickes − panna Fox
- Ruth McDevitt − panna Tait
- Alice Pearce − panna Moore
- Patricia Barry − Mitchell